# Orientprinia
Orientprinia (Prinia inornata) är en liten asiatisk vanligt förekommande tätting i familjen cistikolor med vid utbredning i Syd- och Sydostasien.

## Fältkännetecken

### Utseende
Orientprinian är en liten (11 cm), olivbrun eller rödbrun, ostreckad prinia med vitaktigt ögonbrynsstreck och mycket lång, kilformad stjärt (som dock är kortare i häckningstid). Jämfört med djungelprinian (P. sylvatica) är den mindre och har tunnare näbb. Kännetecknande är bleka eller rostfärgade kanter på tertialerna.

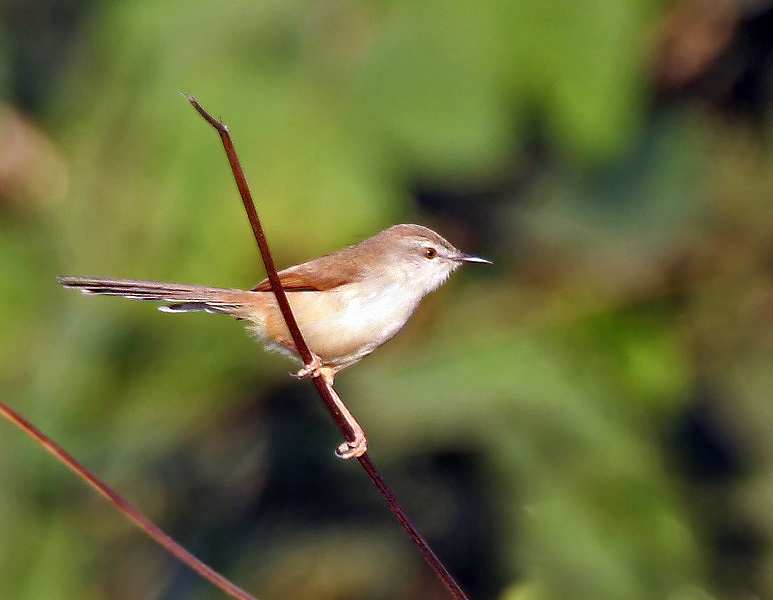
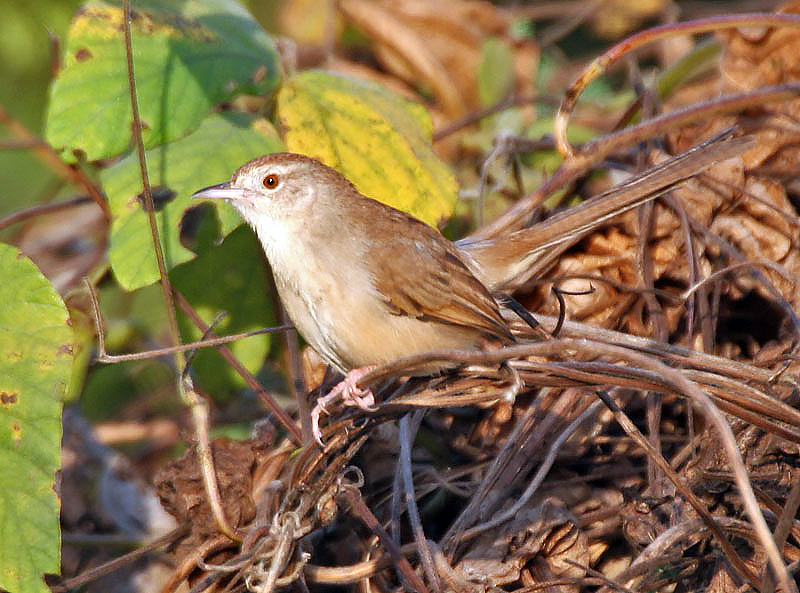
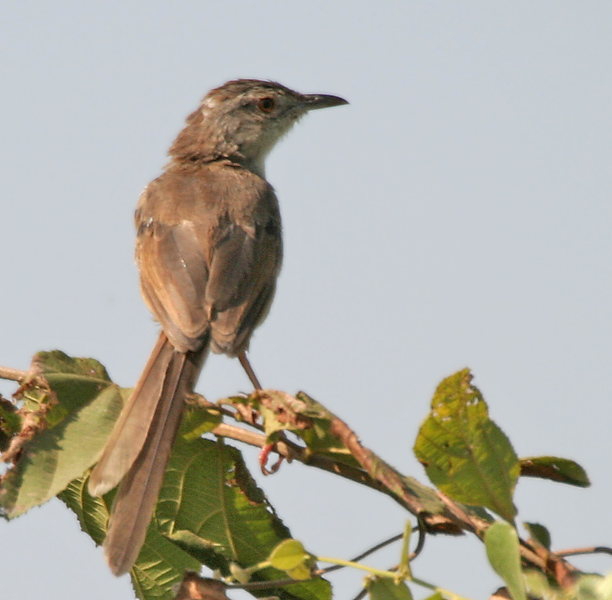
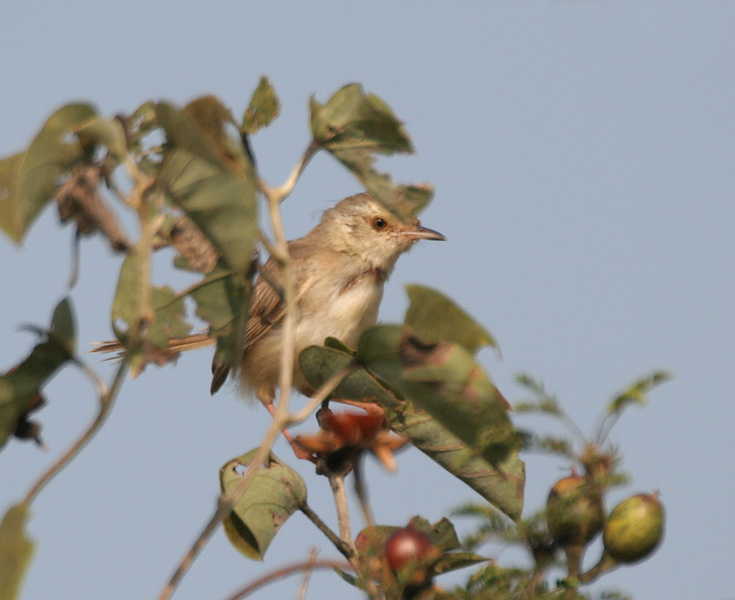

### Läte
Sången är en snabb drill, "tlick tlick tlick...". Bland andra läten hörs ett "tee-tee-tee" och ett nasalt "beep".

## Utbredning och systematik
Orientprinia förekommer från Pakistan österut till Java. Den delas in i tio underarter med följande utbredning:
- Prinia inornata terricolor – förekommer från östra Baluchistan till Pakistan och nordvästra Indien
- Prinia inornata inornata – förekommer i centrala och södra indiska halvön (i söder till Chennai)
- Prinia inornata franklinii – förekommer i södra Indien (sydvästra Mysuru, Kerala och bergen i västra och södra Madras)
- Prinia inornata insularis – förekommer i Sri Lanka
- Prinia inornata fusca – förekommer i Nepal Sikkim, Bhutan, Assam och Bangladesh
- Prinia inornata extensicauda – förekommer från södra Kina till norra Laos, norra Vietnam och Hainan
- Prinia inornata blanfordi – förekommer i Myanmar och norra Thailand
- Prinia inornata herberti – förekommer från södra Burma och södra Thailand till södra Laos, Kambodja och södra Vietnam
- Prinia inornata flavirostris – förekommer på Taiwan
- Prinia inornata blythi – förekommer på Java

Underarterna insularis och blythi har avvikande sång. Dessa har föreslagits undersökas närmare för att utröna artstatus.

### Släktskap
Orientprinian tros vara nära besläktad med de afrikanska arterna ockrasidig prinia (P. subflava), blek prinia (P. somalica) samt flodprinia (P. fluviatilis). Den har tidigare ibland behandlats som samma art som subflava, men dessa skiljer sig åt i läten och något i fjäderdräkten, även om situationen kompliceras av geografisk variation.

### Familjetillhörighet
Cistikolorna behandlades tidigare som en del av den stora familjen sångare (Sylviidae). Genetiska studier har dock visat att sångarna inte är varandras närmaste släktingar. Istället är de en del av en klad som även omfattar timalior, lärkor, bulbyler, stjärtmesar och svalor. Idag delas därför Sylviidae upp i ett antal familjer, däribland Cisticolidae.

## Levnadssätt
Orientprinian påträffas i olika sorters gräsmarker som högvuxna odlade fält, vass, högvuxet gräs och mangroveträsk. Fågeln lever av olika sorters små ryggradslösa djur, huvudsakligen insekter och dess larver. Den är huvudsakligen stannfågel.

## Status och hot
Arten har ett stort utbredningsområde och en stor population med stabil utveckling. Utifrån dessa kriterier kategoriserar IUCN arten som livskraftig (LC). Världspopulationen har inte uppskattats men den beskrivs som vanlig.

## Namn
Prinia kommer av Prinya, det javanesiska namnet för bandvingad prinia (Prinia familiaris).